# John Taylor (politikus, 1753–1824)
John Taylor of Caroline (Caroline megye, 1753. december 19. – Caroline megye, 1824. augusztus 21.) amerikai politikus és író. Több cikluson át volt tagja a virginiai képviselőháznak (1779-1781, 1783-1785, 1796-1800) és az Egyesült Államok szenátusának (1792-1794, 1803, 1822-1824). Számos könyvet írt a politikáról és a mezőgazdaságról. A Thomas Jefferson és James Madison által alapított Demokrata-Republikánus Párt tagja volt, művei inspirációt jelentettek a későbbi államjogi és libertárius mozgalmak számára. Sheldon és Hill történészek Taylort a republikanizmus és a klasszikus liberalizmus metszéspontjában helyezik el. Úgy látják, hogy nézetei a John Locke-féle természetes jogok, a szabadság és a korlátozott kormányzás iránti aggodalom kombinációját, valamint az állampolgároknak a kormányzásba való erőteljes bevonása iránti klasszikus érdekeltségét  tükrözik, hogy megakadályozzák a hatalom és a vagyon koncentrálódását, a politikai korrupciót és a pénzügyi manipulációt.